# Sint-Dionysius en Sint-Niklaaskerk (Gotem)

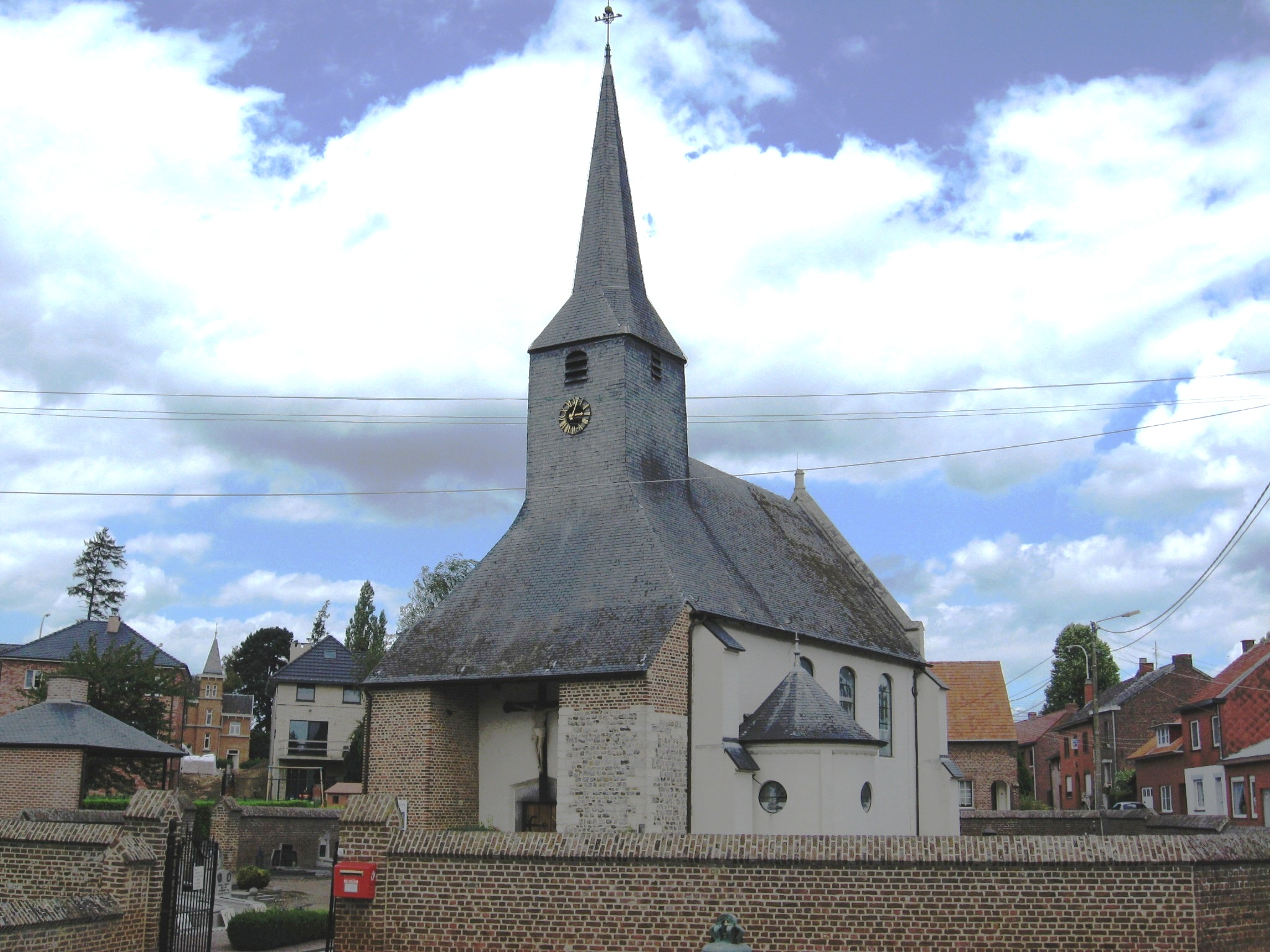
Sint-Niklaas- en Dionysiuskerk

De Sint-Dionysius en Sint-Niklaaskerk is de parochiekerk van Gotem, gelegen aan Gotemstraat 54.

## Geschiedenis
Het is een Romaans kerkje in mergelsteen, waarvan het schip werd gebouwd in de 2e helft van de 12e eeuw en de apsis omstreeks 1225.Oorspronkelijk was het kerkje tweebeukig, met een zijbeuk aan de noordzijde. De ingang, die zich aan de zuidzijde bevond, werd in 1579 vervangen door een portaal aan de westzijde. Van 1753-1756 werd de zijbeuk afgebroken. Toen werd ook een nieuwe zoldering en een nieuw plafond aangebracht. In 1769 werd een sacristie aangebouwd en werd het plafond van stucwerk voorzien.
In de beloken tijd (1797-1802) was de kerk gesloten. Het meubilair werd in 1799 openbaar verkocht, maar teruggekocht voor de kerk. In 1896 werd de doopkapel aangebouwd, ontworpen door Joseph François Piscador. Ook werden toen enkele steunberen aangebracht.
In 1949 werd het kerkje beschermd als monument.

## Gebouw
Het betreft een schilderachtig, witgekalkt, zaalkerkje. Twee zware steunberen stutten de westgevel. De linker is in baksteen, en de rechter voornamelijk in silex. De zonnewijzer op de buitengevel is van 1889. Het vierkante westtorentje is bedekt met leien en heeft een hoge, ingesnoerde naaldspits. Het kerkje is gelegen binnen een ommuurd kerkhof.

## Interieur
Het meubilair is voornamelijk 18e-eeuws (altaar, preekstoel, biechtstoel en bidbanken). Het doopvont is 17e-eeuws en in laatgotische stijl. Op de wanden zijn resten van muurschilderingen aanwezig. Enkele zeer oude grafstenen (11e tot 13e eeuw) van enkele Heren van Gotem, bevonden zich vroeger in de vloer, in 1861 ingemetseld in de buitenmuren, en tegenwoordig in een ossuarium in de kerk.